# Kelli
A Kelli kelta eredetű női név, jelentése: harcos nő.

## Gyakorisága
Az 1990-es években szórványos név, a 2000-es években nem szerepel a 100 leggyakoribb női név között.

## Névnapok
- július 8.[2]

## Híres Kellik
- Kelly Clarkson énekesnő
- Kelly Rowland énekesnő
- Kelly Osbourne brit énekesnő
- Kelly Preston amerikai színésznő
- Kelly Overett brit énekesnő és táncosnő (Cappella)